# بلانش من بورغندي
بلانش من بورغندي (حوالي.1296 -حوالي.1326) كانت ملكة فرنسا القرينة لبضعة أشهر في 1322، بعد وصول زوجها شارل الرابع إلى العرش، هي ابنة أوتو الرابع، كونت بورغندي  وماهوت، كونتيسة أرتوا الثانية، قبل اعتلاء زوجها العرش بثمان سنوات، اعتقلت بلانش بتهمة ارتكاب الزنا مع أحد فرسان نورمان مع سلفتها مارغريت من بورغندي التي عانت نفس المصير، في حين تم تبرئت شقيقتها جوان من التهمة، في حين تم إدانتها بالتهمة وأصبحت سجينة إلى أن تم اطلاق سراحها وتم إرسالها إلى نورماندي بعد اعتلاء زوجها الحكم، تاريخ وفاته ومكان الوفاة غير معروفان، الحقيقة أن مناسبة الزواج الثالث لزوجها في أبريل 1326، اعتبرت في عداد الموتى.